# 2. јун
2. јун (2.6.) је 153. дан године по грегоријанском календару (154. у преступној години). До краја године има још 212 дана.

## Догађаји
- 455 — Вандали упали у Рим и започели двонедељну пљачку која ће доцније послужити као основа термина вандализам.
- 1098 — У склопу Првог крсташког рата завршила се вишемесечна опсада Антиохије у којој су победили крсташи.
- 1771 — Русија је у рату са Турском преузела полуострво Крим.
- 1790 — У Новом Саду је отворена прва књижара. Власник Емануел Јанковић штампао је у својој штампарији и први каталог књига.
- 1924 — Амерички Конгрес признао је држављанство Индијанцима, староседеоцима на територији на којој су створене САД.
- 1946 — Италијани су се на референдуму изјаснили за републику и тиме одбацили монархију Савојске династије.
- 1949 — Држава Трансјорданија је променила назив у Хашемитска краљевина Јордан.
- 1953 — Британска краљица Елизабета II крунисана је у Вестминстерској опатији у Лондону. То је било прво крунисање у историји које је преносила телевизија.
- 1955 — Југословенски и совјетски лидер Јосип Броз Тито и Никита Хрушчов потписали су Београдску декларацију којом су нормализовани односи Југославије и СССР, нарушени резолуцијом Информбироа из 1948. године.
- 1965 — У експлозији мине у јапанском руднику угља близу Фукуоке погинуло је најмање 200 рудара.
- 1966 — Амерички васионски брод "Сервејер" извео је прво успешно меко спуштање на месец и почео да шаље прве слике месечеве површине.
- 1967 — Полиција је усмртила Беноа Онезорга током протеста студената у Западном Берлину против посете персијског шаха Мохамеда Резе Пахлавија, што је за последицу имало стварање терористичког покрета 2. јун.
- 1969 — У судару аустралијског носача авиона "Мелбурн" и америчког разарача "Френк Е. Еванс" у Јужнокинеском мору погинула су 74 америчка морнара.
- 1979 — Папа Јован Павле II стигао је у Пољску, у прву посету папе једној комунистичкој земљи.
- 1983 — СССР је са сателита у земљиној орбити лансирао нову васионску сонду за истраживање планете Венере.
- 1992 — Данци су се на референдуму изјаснили против Мастрихтског уговора Европске уније.
- 1993 — На првим слободним изборима у Бурундију Мелхиор Ндадаје победио је војног председника Пјера Бујоју, чиме је у тој афричкој земљи први пут шеф државе постао припадник већинског племена Хуту.
- 1995 — Војска Републике Српске је оборила амерички авион F-16 који је патролирао зоном забрањеног лета изнад Босне и Херцеговине.
- 1997 — Тимоти Маквеј проглашен је кривим за подметање бомбе у федералну зграду у Оклахома Ситију 1995, када је погинуло 168 људи. Маквеј је осуђен на смрт и погубљен на електричној столици 10. јуна 2001.
- 1998 — Српска полиција у Београду пресрела је и претукла студенте који су кренули према згради владе Србије да изразе протест због новог Закона о универзитету.
- 1999 — Жене Јапана избориле су се за употребу пилула за контрацепцију, три деценије након што се пилула појавила на Западу.
- 2000 — Главни тужилац Међународног суда за ратне злочине у Хагу Карла дел Понте изјавила је у Савету безбедности УН да нема основа за покретање истраге о евентуалним ратним злочинима НАТО-а током бомбардовања СР Југославије 1999.
- 2001 — Колумбијска влада и побуњеници, припадници левичарског ФАРЦ покрета, потписали споразум којим је дозвољена прва размена затвореника у 37 година дугом рату.
- 2002 — На референдуму у Швајцарској усвојен је предлог да се ублажи изузетно строг закон о побачају, чиме би се законодавство у тој области приближило правној регулативи других европских држава.

## Рођења
- 1740 — Маркиз де Сад, француски племић и књижевник. (прем. 1814)[1]
- 1840 — Томас Харди, енглески књижевник. (прем. 1928)[2]
- 1857 — Карл Адолф Гјелеруп, дански књижевник, добитник Нобелове награде за књижевност (1917). (прем. 1919)[3]
- 1904 — Џони Вајсмилер, амерички пливач и глумац. (прем. 1984)[4]
- 1922 — Кармен Силвера, британска глумица. (прем. 2002)[5]
- 1929 — Марко Тодоровић, српски глумац. (прем. 2000)[6]
- 1930 — Пит Конрад, амерички астронаут и ваздухопловни инжењер, трећи човек који је крочио на Месец. (прем. 1999)[7]
- 1937 — Сали Келерман, америчка глумица и певачица. (прем. 2022)[8]
- 1941 — Чарли Вотс, енглески музичар, најпознатији као бубњар групе The Rolling Stones. (прем. 2021)[9]
- 1941 — Стејси Кич, амерички глумац.[10]
- 1950 — Момчило Вукотић, српски фудбалер и фудбалски тренер. (прем. 2021)[11]
- 1955 — Дејна Карви, амерички глумац, стенд-ап комичар, имитатор, сценариста и продуцент.[12]
- 1965 — Фрањо Араповић, хрватски кошаркаш.[13]
- 1972 — Вентворт Милер, енглеско-амерички глумац и сценариста.[14]
- 1973 — Влада Вукоичић, српски кошаркашки тренер.[15]
- 1974 — Лија Кернс, канадска глумица.[16]
- 1977 — Закари Квинто, амерички глумац и продуцент.[17]
- 1978 — Доминик Купер, енглески глумац.[18]
- 1981 — Николај Давиденко, руски тенисер.[19]
- 1984 — Миле Илић, српски кошаркаш.[20]
- 1988 — Серхио Агверо, аргентински фудбалер.[21]
- 1990 — Михал Квјатковски, пољски бициклиста.[22]
- 1990 — Невена Ристић, српска глумица.[23]
- 1994 — Александра Младеновић, српска певачица.[24]
- 1995 — Ласло Ђере, српски тенисер.[25]
- 2000 — Лилимар Ернандез, америчка глумица.[26]

## Смрти
- 657 — Папа Евгеније I, римски папа[27]
- 1418 — Катарина Ланкастерска, кастиљанска краљица
- 1882 — Ђузепе Гарибалди, италијански револуционар.[28]
- 1963 — Иван Бек, српски и југословенски фудбалер. (рођ. 1909)[29]
- 1969 — Радивој Кораћ, српски кошаркаш. (рођ. 1938)[30]
- 1987 — Андрес Сеговија, шпански гитариста. (рођ. 1893)[31]
- 2020 — Вес Анселд, амерички кошаркаш и кошаркашки тренер. (рођ. 1946)[32]

## Празници и дани сећања
- Српска православна црква слави:
  - Светог мученика Талалеја
  - Светог мученика Аскалона
  - Преподобног Стефана Пиперског